# Natenga
Pour les articles homonymes, voir Natenga (homonymie).
Pour le département et la commune rurale, voir Niou (département).
Ne doit pas être confondu avec Naftenga, Namtenga ou Niou.
Natenga, anciennement Niou, est un village et le chef-lieu du département et la commune rurale de Niou, situé dans la province du Kourwéogo et la région du Plateau-Central au Burkina Faso.

## Géographie
Natenga se trouve à environ 60 km au nord-ouest de Ouagadougou et à 10 km au nord de Boussé, le chef-lieu provincial. La commune est traversée par la route nationale 2.

## Histoire
Anciennement dénommée Niou, le village prend son nom actuel de Natenga au moment de son expansion au milieu des années 2000.

## Économie
En 2019, débute la construction du barrage de Niou – s'étendant sur une surface de 42,8 hectares et d'une capacité de 1 267 000 m3 – destiné à irriguer l'agriculture locale basée sur la production de plus de 200 tonnes de riz pluvial et 1 000 tonnes de produits maraîchers par 200 exploitants. Le coût du projet est de 1,9 milliard de francs CFA (soit environ 2,9 millions d'euros), financés par la Banque ouest-africaine de développement (BOAD) et l'État burkinabè dans le cadre du Projet de mobilisation et de valorisation des eaux de surface dans le Plateau-Central (PMEVC).

## Santé et éducation
Natenga accueille un centre de santé et de promotion sociale (CSPS) tandis que le centre médical avec antenne chirurgicale (CMA) de la province se trouve à Boussé.
Le village possède une école primaire.

## Culture
La chapelle de la Coordination Saint-Jean-Baptiste de Natenga accueille les cérémonies du culte pentecôtiste.